# Park Dong-hyuk
Park Dong-hyuk est un footballeur sud-coréen né le 18 avril 1979.